# Davie
Davie is een plaats (town) in de Amerikaanse staat Florida, en valt bestuurlijk gezien onder Broward County.

## Demografie
Bij de volkstelling in 2000 werd het aantal inwoners vastgesteld op 75.720.
In 2006 is het aantal inwoners door het United States Census Bureau geschat op 85.583, een stijging van 9863 (13.0%).

## Economie
Het hoofdkwartier van de restaurantketen Hard Rock Cafe is in Davie gevestigd.

## Geografie
Volgens het United States Census Bureau beslaat de plaats een oppervlakte van
88,5 km², waarvan 86,6 km² land en 1,9 km² water.

## Plaatsen in de nabije omgeving
De onderstaande figuur toont nabijgelegen plaatsen in een straal van 8 km rond Davie.

## Geboren
- Nick Lucena (1979), beachvolleyballer